# Przyrwa (dopływ Mlecznej)
Przyrwa (Ciek Ławecki) – potok, lewostronny dopływ Mlecznej o długości 13,36 km i powierzchni zlewni 40,04 km².
Potok płynie w województwie śląskim. Jego źródła znajdują się w Katowicach, w dzielnicy Murcki, tuż obok rezerwatu przyrody Las Murckowski. Następnie przepływa przez Mysłowice, Lędziny i w Tychach wpada do Mlecznej.